# Nektariusz (Korobow)
Nektariusz, imię świeckie Konstantin Konstantinowicz Korobow (ur. 2 stycznia 1942 w obwodzie zaporoskim, zm. 19 listopada 1994) – rosyjski biskup prawosławny.
Pochodził z rodziny robotniczej. W 1962, po ukończeniu szkoły średniej, podjął naukę w moskiewskim seminarium duchownym, a następnie w Moskiewskiej Akademii Duchownej, której dyplom uzyskał w 1970. W 1969 przyjął święcenia diakońskie, zaś rok później – kapłańskie. Przez pierwszych pięć lat posługi kapłańskiej służył w cerkwi Przemienienia Pańskiego w Bieżecku, następnie od 1975 do 1978 był proboszczem parafii przy soborze Trójcy Świętej w Twerze, zaś od 1978 do 1994 – parafii św. Michała Archanioła przy soborze w Soczi.
26 marca 1994, po uprzednim złożeniu wieczystych ślubów mniszych przed arcybiskupem krasnodarskim Izydorem i przyjęciu imienia zakonnego Nektariusz, został wyświęcony na biskupa saratowskiego i wolskiego w soborze Objawienia Pańskiego w Moskwie. 19 listopada tego samego roku zginął w wypadku samochodowym. Trzy dni później został pochowany w soborze Trójcy Świętej w Saratowie.